# Celeste Gismondi
Celeste Gismondi all'inizio della carriera in Italia nota come Celeste Resse (... – Londra, 11 marzo 1735) è stata un soprano italiana, soprannominata La Celestina, che svolse un ruolo importante nella prima esecuzione di alcune opere di Georg Friedrich Händel, tra cui Orlando.

## Biografia
Non è noto quando nacque. Di lei si sa molto poco prima del suo arrivo a Londra nel 1732.
Le prime tracce della sua carriera come Celeste Resse si trovano a Napoli nell'aprile del 1722, dove cantò al Teatro dei Fiorentini nell'opera comica La noce de Veneviento di Francesco Feo. Si esibì più tardi lo stesso anno in Lo castiello saccheato, e nel 1723 in Lo labborinto, entrambe opere di Leonardo Vinci. Poiché il suo nome non appariva nei programmi, è stato ipotizzato che fosse ancora minorenne all'epoca, ponendo così la sua nascita nel primo decennio del 1700.
Si trasferì quindi nel 1725 al Teatro San Bartolomeo di Napoli, dove erano allestite le opere serie. Lì cantò in molte produzioni fino all'inizio del 1732, spesso insieme al basso Gioacchino Corrado e sostituì Santa Marchesini che si era trasferita a Venezia. Durante questi anni la Resse cantò gli interludi comici nelle opere di Johann Adolf Hasse, Leonardo Leo, Giovanni Battista Pergolesi e Vinci.
John Hervey, II barone Hervey, la vide a Napoli nel 1729 e probabilmente ebbe un ruolo significativo nel portarla a Londra, dove giunse sotto il nome di Celeste Gismondi, la seconda cantante nella compagnia di Georg Friedrich Händel al Queen's Theatre, dove Anna Maria Strada era la prima donna. La prima esibizione conosciuta fu nel novembre del 1732, nell'opera pastiche Catone. Dopo una stagione andò all'Opera della Nobiltà, la nuova compagnia rivale fondata da Nicola Porpora, dove si esibì come prima o seconda donna durante la stagione 1733-34.
Era sposata con un certo signor Hempson. Morì a Londra l'11 marzo 1735, dopo essersi ammalata dopo la stagione 1733-1734.

## Esibizioni

### Napoli
- 1722: Francesco Feo, La noce de Veneviento
- 1722: Leonardo Vinci, Lo castiello saccheato
- 1723: Vinci, Lo labborinto
- 1726: Johann Adolf Hasse, Il Sesostrate
- 1727: Vinci, Stratonica
- 1729: Hasse, Tigrane
- 1732: Francesco Mancini, Alessandro nell'Indie

### Londra
Tutte le opere a Londra durante la stagione 1732-1733 composte da George Frideric Handel, se non diversamente indicato: data della prima esibizione solo annotata.
- 4 novembre 1732: Catone (opera)
- 25 novembre 1732: Alessandro (opera). Ruolo: Lisaura
- 5 dicembre 1732: Acis e Galatea (serenata)
- 2 gennaio 1733: Tolomeo (opera). Ruolo: Elisa
- 27 gennaio 1733: Orlando (opera). Ruolo: Dorinda
- 3 marzo 1733: Floridante (opera)
- 17 marzo 1733: Deborah (oratorio). Ruolo: Jael
- 14 aprile 1733: Esther (oratorio)
- 22 maggio 1733: Giovanni Bononcini, Griselda (opera)

Tutte le opere della stagione 1733-1734 composte da Nicola Porpora se non diversamente indicato.
- 1733: Arianna in Nasso (opera)
- 1733: Carlo Arrigoni, Ferdinando (opera)
- 1734: Enia nel Lazio (opera)
- 1734: Davide e Bersabea (oratorio)
- 1734: Giovanni Bononcini, Astarto (opera)